# Lista över köpingar i Finland
Lista över orter som har varit köpingar i Finland. Den första köpingen var Ikalis bildad 1858. Kommuntypen köping avskaffades 1977 i Finland. Uppgifterna om folkmängd och län är inhämtade 1976 om inte annat anges.
Listan är ordnad efter svenskt namn om sådant finns, annars finskt, men kan sorteras efter vilken kolumn som helst.
| Svenskt namn | Finskt namn  | Landskap             | Län 1976                | Blev köping | Blev stad | Folkmängd 1976 | Noter                                                           |
| ------------ | ------------ | -------------------- | ----------------------- | ----------- | --------- | -------------- | --------------------------------------------------------------- |
| Alavo        | Alavus       | Södra Österbotten    | Vasa län                | 1974        | 1977      | 10 231         |                                                                 |
| Anjalankoski | Anjalankoski | Kymmenedalen         | Kymmene län             | 1974        | 1977      | 20 693         |                                                                 |
| Björkö       | Koivisto     | Karelen (historiskt) | Viborgs län (till 1945) | 1927        |           | 2008: 5 500    | Avträddes till Sovjetunionen 1941/1947 Ryskt namn Primorsk      |
| Esbo         | Espoo        | Nyland               | Nylands län             | 1963        | 1972      | 123 954        |                                                                 |
| Forssa       | Forssa       | Egentliga Tavastland | Tavastehus län          | 1923        | 1964      | 18 880         |                                                                 |
| Grankulla    | Kauniainen   | Nyland               | Nylands län             | 1920        | 1972      | 7 171          |                                                                 |
| Haapajärvi   | Haapajärvi   | Norra Österbotten    | Uleåborgs län           | 1967        | 1977      | 7 946          |                                                                 |
| Haga         | Haaga        | Nyland               | Nylands län             | 1923        | –         | 2008: 25 436   | Slogs samman med Helsingfors stad 1946                          |
| Harjavalta   | Harjavalta   | Satakunda            | Åbo och Björneborgs län | 1968        | 1977      | 8 589          |                                                                 |
| Hyvinge      | Hyvinkää     | Nyland               | Nylands län             | 1926        | 1960      | 36 557         |                                                                 |
| Högfors      | Karkkila     | Nyland               | Nylands län             | 1932        | 1977      | 8 463          |                                                                 |
| Idensalmi    | Iisalmi      | Norra Savolax        | Kuopio län              | 1860        | 1891      | 21 696         |                                                                 |
| Ikalis       | Ikaalinen    | Birkaland            | Åbo och Björneborgs län | 1858        | 1977      | 8 220          |                                                                 |
| Imatra       | Imatra       | Södra Karelen        | Kymmene län             | 1948        | 1971      | 35 742         |                                                                 |
| Jämsä        | Jämsä        | Mellersta Finland    | Mellersta Finlands län  | 1969        | 1977      | 12 317         |                                                                 |
| Kankaanpää   | Kankaanpää   | Satakunda            | Åbo och Björneborgs län | 1967        | 1972      | 13 090         |                                                                 |
| Karhula      | Karhula      | Kymmenedalen         | Kymmene län             | 1951        | –         | 22 719         | Slogs samman med Kotka stad 1977                                |
| Karis        | Karjaa       | Nyland               | Nylands län             | 1930        | 1977      | 8 225          |                                                                 |
| Kemiträsk    | Kemijärvi    | Lappland             | Lapplands län           | 1957        | 1973      | 12 698         |                                                                 |
| Kervo        | Kerava       | Nyland               | Nylands län             | 1924        | 1970      | 21 468         |                                                                 |
| Kumo         | Kokemäki     | Satakunda            | Åbo och Björneborgs län | 1972        | 1977      | 10 077         |                                                                 |
| Kouvola      | Kouvola      | Kymmenedalen         | Kymmene län             | 1923        | 1960      | 30 269         |                                                                 |
| Kurikka      | Kurikka      | Södra Österbotten    | Vasa län                | 1966        | 1977      | 11 240         |                                                                 |
| Kuusankoski  | Kuusankoski  | Kymmenedalen         | Kymmene län             | 1957        | 1973      | 22 674         |                                                                 |
| Lahdenpohja  | Lahdenpohja  | Karelen (historiskt) | Viborgs län (till 1945) | 1924        |           | 2008: 8 266    | Avträddes till Sovjetunionen 1941/1947 Ryskt namn Lachdenpochja |
| Lahtis       | Lahti        | Päijänne-Tavastland  | Tavastehus län          | 1878        | 1905      | 94 963         |                                                                 |
| Lappo        | Lapua        | Södra Österbotten    | Vasa län                | 1964        | 1977      | 14 473         |                                                                 |
| Lauritsala   | Lauritsala   | Södra Karelen        | Kymmene län             | 1932        | –         | 2008: 13 000   | Slogs samman med Villmanstrands stad 1967                       |
| Lieksa       | Lieksa       | Norra Karelen        | Norra Karelens län      | 1936        | 1973      | 19 463         |                                                                 |
| Lojo         | Lohja        | Nyland               | Nylands län             | 1926        | 1969      | 13 763         |                                                                 |
| Loimaa       | Loimaa       | Egentliga Finland    | Åbo och Björneborgs län | 1922        | 1969      | 6 540          |                                                                 |
| Mänttä       | Mänttä       | Birkaland            | Tavastehus län          | 1948        | 1973      | 7 931          |                                                                 |
| Nokia        | Nokia        | Birkaland            | Tavastehus län          | 1937        | 1977      | 23 534         |                                                                 |
| Nurmes       | Nurmes       | Norra Karelen        | Norra Karelens län      | 1876        | 1974      | 11 553         |                                                                 |
| Oulais       | Oulainen     | Norra Österbotten    | Uleåborgs län           | 1967        | 1977      | 7 542          |                                                                 |
| Outokumpu    | Outokumpu    | Norra Karelen        | Norra Karelens län      | 1968        | 1977      | 10 399         |                                                                 |
| Pargas       | Parainen     | Egentliga Finland    | Åbo och Björneborgs län | 1948        | 1977      | 10 973         |                                                                 |
| Parkano      | Parkano      | Birkaland            | Åbo och Björneborgs län | 1972        | 1977      | 8 567          |                                                                 |
| Pieksämäki   | Pieksämäki   | Södra Savolax        | S:t Michels län         | 1930        | 1962      | 13 189         |                                                                 |
| Reso         | Raisio       | Egentliga Finland    | Åbo och Björneborgs län | 1966        | 1974      | 17 306         |                                                                 |
| Riihimäki    | Riihimäki    | Egentliga Tavastland | Tavastehus län          | 1922        | 1960      | 23 969         |                                                                 |
| Rovaniemi    | Rovaniemi    | Lappland             | Lapplands län           | 1929        | 1960      | 28 979         |                                                                 |
| Salo         | Salo         | Egentliga Finland    | Åbo och Björneborgs län | 1860        | 1960      | 19 507         |                                                                 |
| Seinäjoki    | Seinäjoki    | Södra Österbotten    | Vasa län                | 1931        | 1960      | 22 702         |                                                                 |
| Suolahti     | Suolahti     | Mellersta Finland    | Mellersta Finlands län  | 1932        | 1977      | 6 096          |                                                                 |
| Suonenjoki   | Suonenjoki   | Norra Savolax        | Kuopio län              | 1967        | 1977      | 9 239          |                                                                 |
| Toijala      | Toijala      | Birkaland            | Tavastehus län          | 1946        | 1977      | 7 762          |                                                                 |
| Träskända    | Järvenpää    | Nyland               | Nylands län             | 1951        | 1967      | 20 538         |                                                                 |
| Valkeakoski  | Valkeakoski  | Birkaland            | Tavastehus län          | 1923        | 1963      | 22 708         |                                                                 |
| Vammala      | Vammala      | Birkaland            | Åbo och Björneborgs län | 1907        | 1965      | 16 170         |                                                                 |
| Vanda        | Vantaa       | Nyland               | Nylands län             | 1972        | 1974      | 122 301        |                                                                 |
| Varkaus      | Varkaus      | Norra Savolax        | Kuopio län              | 1929        | 1962      | 24 441         |                                                                 |
| Virdois      | Virrat       | Birkaland            | Tavastehus län          | 1924        | 1977      | 9 761          |                                                                 |
| Vittis       | Huittinen    | Satakunda            | Åbo och Björneborgs län | 1972        | 1977      | 9 405          |                                                                 |
| Ylivieska    | Ylivieska    | Norra Österbotten    | Uleåborgs län           | 1965        | 1971      | 11 168         |                                                                 |
| Äänekoski    | Äänekoski    | Mellersta Finland    | Mellersta Finlands län  | 1932        | 1973      | 11 019         |                                                                 |